# 1954-es magyar vívóbajnokság
Az 1954-es magyar vívóbajnokság a negyvenkilencedik magyar bajnokság volt. A férfi tőrbajnokságot november 6-án rendezték meg, a párbajtőrbajnokságot november 5-én, a kardbajnokságot november 7-én, a női tőrbajnokságot pedig november 4-én, mindet Budapesten, a Nemzeti Sportcsarnokban.

## Eredmények
| Versenyszám          | Arany                                   | Arany | Ezüst                       | Ezüst | Bronz                            | Bronz |
| -------------------- | --------------------------------------- | ----- | --------------------------- | ----- | -------------------------------- | ----- |
| Férfi tőrvívás       | Tilli Endre Bp. Vasas                   |       | Gyuricza József Bp. Haladás |       | Palócz Endre Bp. Vasas           |       |
| Férfi párbajtőrvívás | dr. Berzsenyi Barnabás Bp. Vörös Meteor |       | Hennyey Imre Bp. Honvéd     |       | dr. Nagy Ambrus Bp. Haladás      |       |
| Férfi kardvívás      | Kovács Pál Vasas Ganzvagon              |       | Kárpáti Rudolf Bp. Honvéd   |       | Gerevich Aladár Bp. Vörös Meteor |       |
| Női tőrvívás         | Zsabka Magda Bp. Petőfi                 |       | Kiss Katalin Bp. Lokomotív  |       | Elek Ilona Bp. Lokomotív         |       |